# Операција Рубен
Операција Рубен антитерористичка је операција предвођена полицијом Републике Српске усмерене против радикалних исламиста у Републици Српској, БиХ. Операција је отпочела 6. маја 2015. године након терористичког напада на полицијску станицу у Зворнику. Недељу дана након напада, више особа је ухапшено.

## Позадина
27. априла 2015. године двадесетчетворогодишњи наоружани радикални исламиста Нердин Ибрић, из насеља Кучић Кула у општини Зворник, упада у полицијску станицу у Зворнику и уз повик „Алаху ахбар” (Бог је највећи) убија полицајца Драгана Ђурића, који је стајао на улазу станице, и ранио двојицу полицајаца који су били у непосредној близини. У размени ватре са другим полицајцима, терористу убијају. Убрзо након терористичког напада, полиција је ухапсила двојицу пријатеља починиоца, након чега је полиција проширила своје истраживање укључивши у исту друге радикалне исламисте од којих су неки и ветерани грађанског рата у Сирији. Полиција сумња да је једна од главних упоришта радикалних исламиста у селу Дубница близу Калесије. Након напада председник Републике Српске Милорад Додик се састао са тадашњим председником Републике Србије Томиславом Николићем и председником Владе Републике Србије Александром Вучићем како би затражио обавештајну и антитерористичку помоћ.

## Операција
Портпарол министарства унутрашњих послова Републике Српске Милан Саламандија је изјавио да је у току претрага 32 локације у Републици Српској. Саламандија је изјавио да су осумњичени „вршили испоруке оружја и експлозивних направа са циљем вршења терористичких аката против институција Републике Српске и њихових представника”, додавши да осумњичени „припадају радикалним покретима, који су ратовали у Сирији, из које су се вратили као џихадистички регрути. Пронашли смо извесне количине оружја и муниције, панцире односно непробојне прслуке, опрему у виду униформи и пропагандног материјала за регрутовање.”

## Критике
Најмање 30 људи, од којих су већина етнички Бошњаци, бивају притворени од стране полиције Републике Српске због сумње да су се бавили шверцом оружја. Тадашњи градоначелник Сребренице је назвао операцију „обликом репресије“ против босанскохерцеговачких муслимана у Републици Српској.
Бакир Изетбеговић, бошњачки члан председништва Босне и Херцеговине, снажно је критиковао операцију полиције Републике Српске рекавши да су хапшења „непотребна“: „Они се понашају претерано. Полиција је прешла линију.“ Изетбеговић је такође изјавио да су полицајци Републике Српске „прекорачили своја овлашћења“.
Нермин Никшић, бивши премијер Федерације Босне и Херцеговине, изјавио је да се терористички напад на полицијску станицу у Зворнику користи као оправдање за прогон Бошњака повратника у Републици Српској. Он је додао да је: „Скандалозно да се 20 година након рата, актуелне власти у Републици Српској понашају као злочинац Радован Караџић, који је створио тај ентитет. Ми у СДП-у верујемо да су акције полиције Републике Српске у директној супротности са Дејтонским мировним споразумом који гарантује слободан повратак свих људи на своја предратна места боравка.”
Бивши градоначелник Сребренице Ћамил Дураковић рекао је да полиција Републике Српске напада куће Бошњака који су се вратили на своја огњишта након рата и спроводи хапшења без објашњења, назвавши операцију „обликом репресије“.